# 2020년 6월 21일 일식
2020년 6월 21일 금환일식은 이날 일어나는, 달이 지구와 태양 사이를 지나면서 태양을 다 가리지 못하고 태양의 가장자리가 고리 모양으로 보이는 금환일식이다. 사로스 제137주기에 일어나는 일식이다. 금환일식은 달의 시직경이 태양의 시직경보다 작아 태양을 다 가리지 못할 때 일어난다. 금환일식은 매우 좁은 지역에서만 관측 가능하며, 대부분의 다른 지역에서는 부분일식으로 관측된다.
이번 일식은 2019년 7월 2일 일식 이후 대략 1음력만에 일어난 일식이다. 또한 1648년 6월 21일 혼성일식 이후로 372년만에 하지날에 일어난 일식이다.

## 관측 가능 지역

2020년 6월 21일 일식 당시 일식 관측 지역을 나타낸 애니메이션

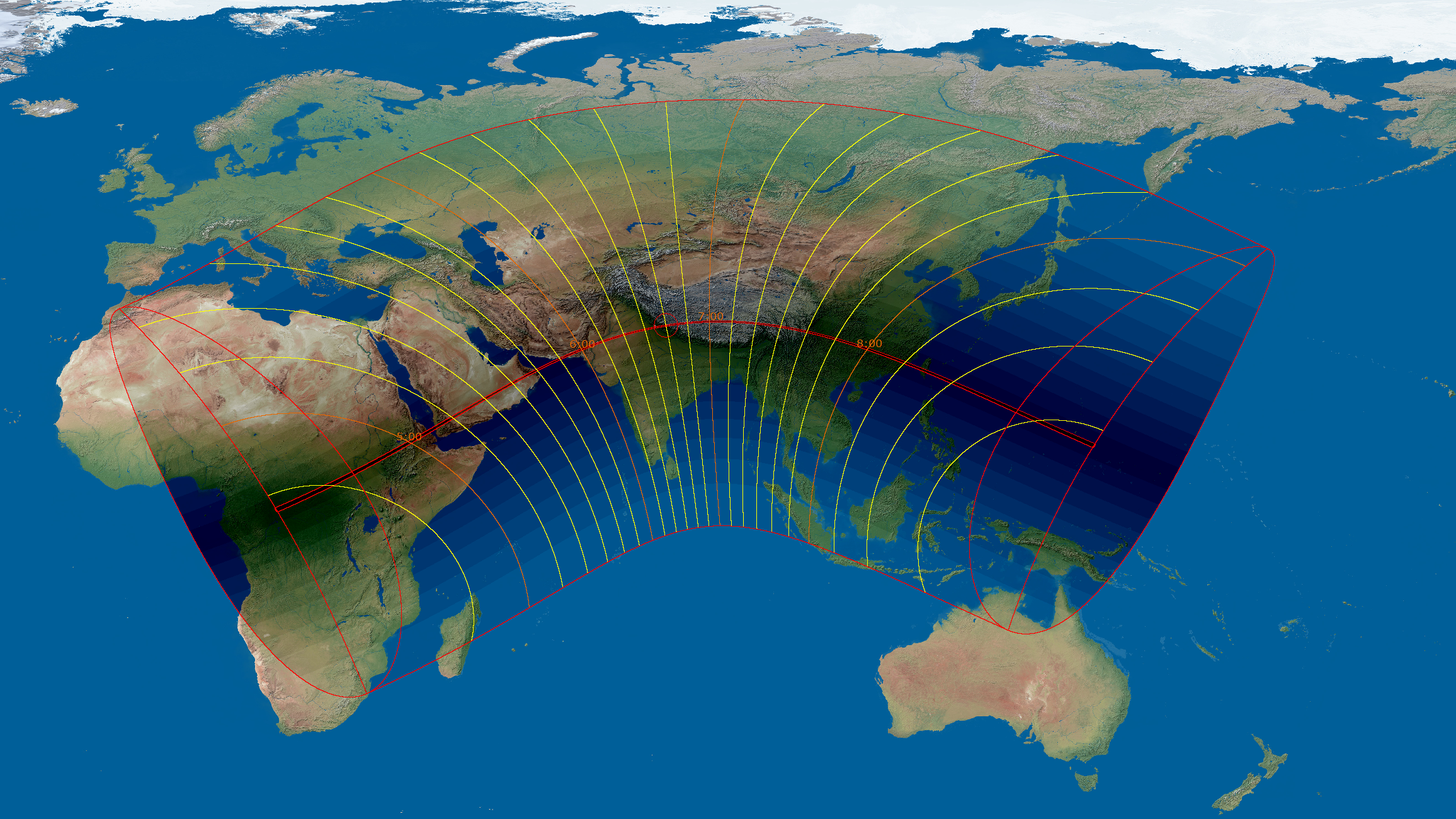
부분일식을 관측할 수 있는 지역을 그린 지도

완전한 금환일식을 관측 가능한 지역은 오전 4시 50분(UTC) 경, 현지 시각 기준 해가 막 뜬 직후인 콩고 공화국 동부에서 금환일식이 시작되어 콩고 민주 공화국, 중앙아프리카 공화국, 남수단, 에티오피아, 에리트레아, 지부티 등 중앙아프리카 및 동아프리카 지역을 거쳐간 후 홍해를 건너 아라비아반도 남부의 예멘, 오만, 사우디아라비아 남부 일부 지역을 거쳐간 후 파키스탄 남부, 인도 서북부, 네팔, 티베트 등 남아시아와 히말라야산맥을 지나가 중화인민공화국 남부 및 타이완 섬을 지나 미크로네시아 일부 섬 지역을 거치며 UTC 오후 8시 30분 경 괌 동남쪽 해상 370km 해역 지점에서 끝난다. 이날 최대 금환일식을 관측 가능한 지역은 인도와 중국 국경에 있는 인도의 난다 베비 국립공원 지역인데 이 때 최대식 관측 시간은 38초로 짧으며 가장 긴 금환식 관측 가능 지역인 중앙아프리카에서도 최대 1분 22초만 관측 가능하다.
부분일식을 관측 가능한 지역은 아프리카 거의 대부분 지역, 이탈리아 남부 및 발칸반도 등 동남유럽 지역, 시베리아 및 자와섬 일부를 제외한 아시아 거의 전역에서 볼 수 있으며 해가 지기 거의 직전 뉴기니섬과 호주 북부에서도 관측 가능하다.
인도와 오만의 경우에는 2019년 12월 26일 개기일식 이후 약 6개월 만에 다시 맞이하는 일식이다.
대한민국에서는 2016년 3월 9일 부분일식 이후 4년만에 관측하는 일식이다. 이 날 대한민국 전역에서 부분일식 관측이 가능하다. 서울 기준 15시 53분(KST)부터 약 2시간 11분가량 부분일식 관측이 가능하며 최대식분은 0.55(45% 가려짐)이다. 대한민국에서는 이번 일식 이후 다음으로 관측 가능한 일식이 2030년 6월 1일 금환일식으로 이 때도 부분일식만을 관측 가능하다.

## 갤러리
세계 각지에서 관측한 일식
- UTC 5시 9분, 예멘 사나에서 관측한 부분일식
- UTC 5시 45분, 아르메니아 귬리에서 관측한 부분일식
- UTC 5시 48분, 스리랑카 콜롬보에서 관측한 부분일식
- UTC 6시 49분, 파키스탄 라호르에서 관측한 부분일식
- UTC 6시 51분, 네팔 카트만두에서 관측한 부분일식
- UTC 7시 41분, 인도 콜카타에서 관측한 부분일식
- UTC 8시 11분, 중국 샤먼시에서 관측한 금환일식
- UTC 8시 12분, 일본 후쿠오카시에서 관측한 부분일식
- UTC 8시 13분, 타이완 자이시에서 관측한 금환일식

## 같이 보기
- 2020년 12월 14일 개기일식